# Babadan (Pangkur)
Babadan is een bestuurslaag in het regentschap Ngawi van de provincie Oost-Java, Indonesië. Babadan telt 5465 inwoners (volkstelling 2010).